# José Luis Gutiérrez (futbolista)
José Luis Gutiérrez Bastidas (Santo Domingo, Ecuador, 3 de marzo de 1993) es un futbolista ecuatoriano. Juega como delantero y su equipo actual es el Manta de la Serie B de Ecuador.

## Selección nacional

### Categorías inferiores

#### Participaciones en Sudamericanos
| Campeonato                  | Sede      | Resultado   | Partidos | Goles |
| --------------------------- | --------- | ----------- | -------- | ----- |
| Sudamericano Sub-20 de 2013 | Argentina | Sexto lugar | 3        | 1     |

## Clubes
| Club               | País    | Año       |
| ------------------ | ------- | --------- |
| Liga de Quito      | Ecuador | 2011-2012 |
| Liga de Portoviejo | Ecuador | 2013      |
| FK Novi Pazar      | Serbia  | 2015      |
| Deportivo Cuenca   | Ecuador | 2015      |
| Colón Fútbol Club  | Ecuador | 2016      |
| Manta              | Ecuador | 2017 -    |